# Basalto olivínico

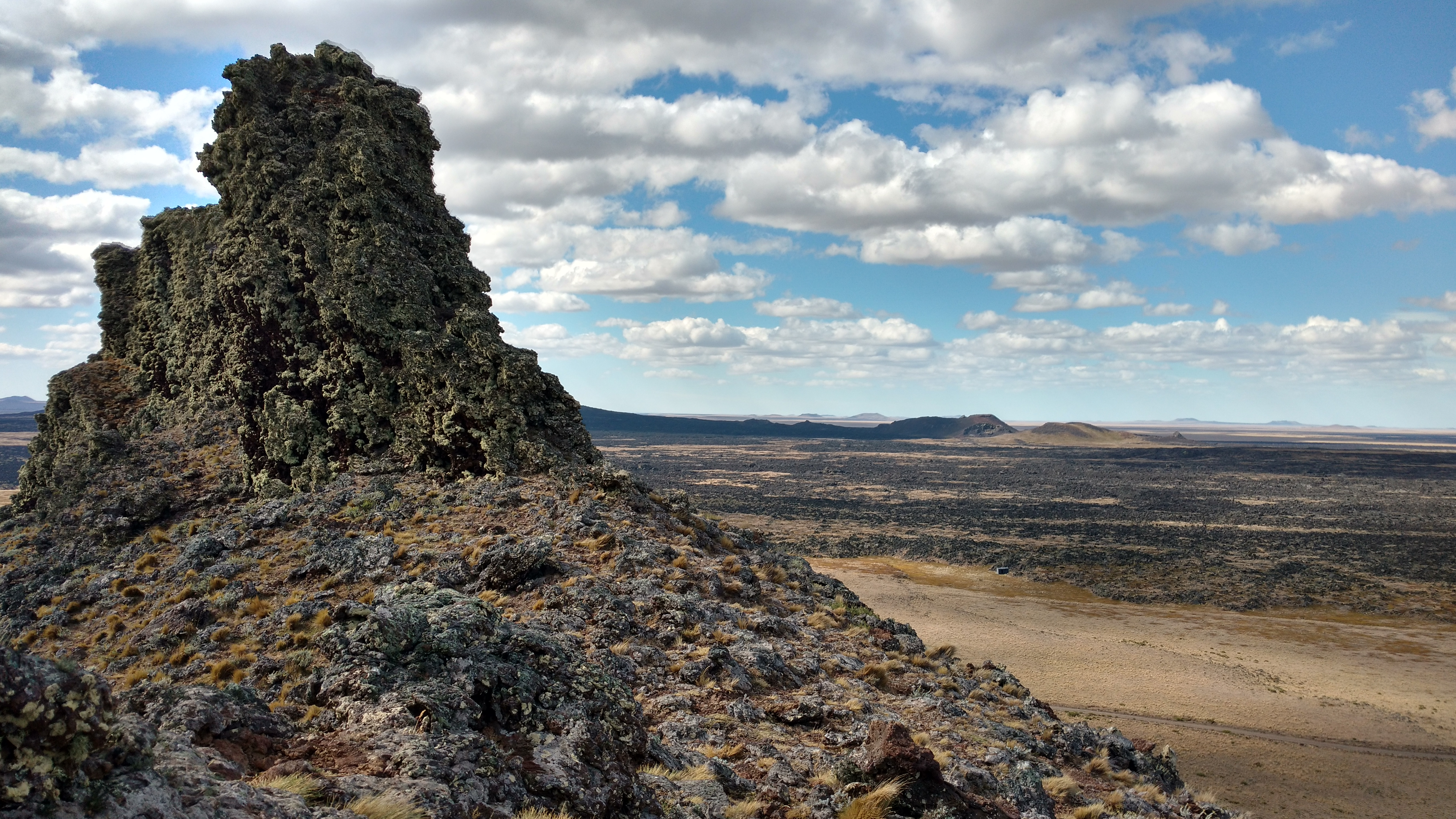
Formação vulcânica de Parque Nacional Pali Aike, Região de Magallanes e Antártica Chilena, Chile.

Basalto olivínico, também frequentemente designado por basalto alcalino, é uma rocha vulcânica de grão fino e cor escura, caracterizada pela presença de fenocristais de olivina, augite rica em titânio, plagioclase e óxidos de ferro. Para concentrações de SiO2 semelhantes, os basaltos alcalinos têm um teor mais elevado de álcalis (Na2O e K2O) do que os restantes tipos de basalto, em especial quando comparados com os toleiítos. São também caracterizados pelo desenvolvimento de nefelina modal na sua matriz (visíveis a grande ampliação em microscópio petrográfico) e nefelina normativa (nas normas CIPW). Os basaltos alcalinos são tipicamente encontrados na crusta continental sujeita a rifting e em ilhas oceânicas, como o Hawai, a ilha da Madeira e a ilha de Ascensão.